# Zooropa
Zooropa (МФА: [zuːˈroʊpɑː]) — восьмий студійний альбом ірландського рок-гурту U2, виданий в 1993 році. Натхненний подіями та змістом туру Zoo TV Tour, альбом продовжив та розширив його теми: індустріалізація та перенасичення людини ЗМІ. В музичному плані гурт продовжив експерименти з альтернативним роком, танцювальною музикою та електронними звуковими ефектами, розпочаті на їх попередньому альбомі Achtung Baby.
Гурт почав писати та записувати новий матеріал в лютому 1993 року, під час шестимісячної перерви між гастролями. Спочатку платівка замислювалася як міні-альбом на підтримку турне, яке мало поновитися в травні 1993 року, але під час сесій було вирішено розвинути її в повноцінний альбом. Через обмеження за часом запис диску відбувався в швидкому темпі. Альбом не був закінчений вчасно, змушуючи гурт завершити мікшування та запис вже під час гастролей.
В цілому, альбом отримав схвальні відгуки від критиків. Платівка добре продавалася і зайняла верхні рядки чартів багатьох країн, попри те, що жоден з трьох її синглів: «Numb», «Lemon» і «Stay (Faraway, So Close)» не досяг істотного успіху в хіт-парадах, а час перебування у чартах та продажу в 7 мільйонів копій були гірше, ніж у Achtung Baby. 1994 року Zooropa здобула премію «Греммі» у номінації «Найкращий альтернативний музичний альбом». Хоча альбом мав успіх в аудиторії і був обласканий журналістами, вони розглядають його, як одну з найбільш творчих робіт гурту, самі U2 сприймають альбом зі змішаними почуттями.

## Історія створення

Гурт під час запису Zooropa, 1993 рік.

Роббі Адамс був запрошений керувати мікшуванням звуку для Zoo TV Tour, до цього він займався обробкою аудіо для Achtung Baby. Під час турне Адамс зробив запис декількох саундчеків гурту. В січні 1993 року музиканти попросили його узагальнити ці записи та створити семпли з найцікавіших їх частин, з якими вони могли б попрацювати в студії. Адамс кілька тижнів доводив все «до розуму», після чого гурт вирушив на студію The Factory в Дублін, щоб почати складати попередні Демо-записи. Боно і Едж брали активнішу участь ніж їхні колеги, протягом початкового періоду запису демо-матеріалу, який тривав шість тижнів.
Для продюсування сесій покликали весь продюсерський склад попередньої платівки: Браяна Іно, Даніеля Лануа та їх помічника Марка «Флад» Елліса; однак Лануа не зміг взяти участь у роботі, оскільки активно просував свій сольний альбом. Як і раніше, Іно працював з інтервалом у два тижні. Гурт приносив йому «прогресуючі» пісні, щоб він довів їх «до розуму» та додав власні штрихи. Спочатку колектив не мав чіткого уявлення про те, в якому вигляді вийде готовий матеріал. У той період Клейтон говорив: «Я не знаю, чи буде це новий альбом U2 або так і залишиться купою грубих начерків, які через два роки перетворяться на демо для нашої наступної платівки». Едж був прихильником створення міні-альбому для підтримки майбутньої частини турне, він пояснював: «У нас є трохи вільного часу, у нас є деякі ідеї, які закручені навколо останнього запису, давайте зробимо міні-альбом, бути може, чотири нові пісні, щоб трохи оживити наступну частину турне. Це буде подарунком для фанатів. Це буде здорово».
Незабаром після початку запису Боно наполіг на тому, щоб гурт рухався в напрямку повноформатного альбому. Спершу Едж вагався, але потім розглянув це як виклик: встигнути записати альбом, перш ніж повернутися в турне і довести, що гурт здатний створити якісний продукт, попри обмежений час. Крім того, Боно і менеджер гурту Пол Макгіннесс обговорили можливість видання однієї-двох платівок, які були «покладені на полицю» в період Achtung Baby. На початку березня музиканти досягли консенсусу в плані створення повноцінного альбому. Так само, як і під час сесій Achtung Baby, гурт розділив роботу між двома студіями одночасно: Адамс керував пультом мікшера на The Factory, в той час як Флад працював з SSL консоллю на Windmill Lane Studios.
У зв'язку з обмеженням за часом U2 були змушені складати та записувати пісні у швидшому темпі. Вони використовували свою улюблену техніку «джемування» в студії. Іно і Флад редагували окремі шматки пісень на свій розсуд, а потім обговорювали результат з гуртом. У свою чергу, музиканти пропонували зміни в аранжуваннях, додавали тексти та мелодії, перш ніж виконувати зроблену роботу. Іно використовував маркерну дошку, щоб акцентувати увагу гурту на певних моментах, коли вони збиралися всі разом. Він вказував на акорди та давав різні команди, такі як «зафіксувати», «стоп», «поміняти» та «повернути», щоб їхні репетиції йшли в потрібному руслі. Під час запису матеріалу та тестування різних аранжувань інженери використовували техніку, яку вони прозвали «ожиріння», вона дозволяла їм досягти більше 48 аудіо-доріжок за допомогою 24-контактного аналогового рекордера, DAT машини та синхронізатора. Проте інженери зіткнулися з проблемою «аудіо-розливу» (коли на мікрофон потрапляють сторонні звуки) на студії The Factory: оскільки всі музиканти записувалася в одній кімнаті, де до того ж перебував мікшерний пульт, а Боно часто співав незакінчені тексти, іноді все доводилося перезаписувати. Флайкейси та дерев'яні кабіни (індивідуальні для музикантів) постаралися абстрагувати один від одного як можна краще, щоб ізолювати кожного музиканта.
Натхненням для пісень служили різні джерела. Так, композиція «Zooropa» була результатом об'єднання двох різних музичних творів, одне з яких гурт виявив під час перегляду саундчеків, записаних під час першої частини туру. Мелодія з куплета «Stay (Faraway, So Close)» та інструментальний акомпанемент, який став піснею «Numb» були придумані в період сесій для Achtung Baby. Композиції «Babyface», «Dirty Day», «Lemon» і «The Wanderer» були написані під час сесій Zooropa. Кантрі-співак Джонні Кеш записав вокал для пісні «The Wanderer» під час відвідування Дубліна, і хоча Боно теж записав вокал для цієї пісні, він віддав перевагу версії Кеша. Протягом сесій U2 вагалися відповісти на запитання: який музичний стиль поєднує запис, внаслідок вони розділили композиції на три потенційні групи: «Найкращі пісні», «Танцювальні» та «Альбом-саундтрек» (мається на увазі Original Soundtracks 1,що вийшов пізніше, деякі ідеї були використані для нього). Боно запропонував редагувати найкращі сегменти цих пісень разом, щоб зробити «монтаж».
«Деякі з ідей, які з'явилися під час створення Achtung Baby почали "набувати форму" під час турне, коли ми виступали з новими декораціями та реквізитом, мультимедійними екранами — всієї цієї концепцією мандрівної ТВ-станції. Ми відчули «нутро» цього туру, а потім почали грати з образами та ідеями, які витали в повітрі: вони були взяті зі світу реклами, CNN, MTV і так далі. Все це викликало оклик в нас і музиці, яка стала «Начинкою» альбому... турне дуже вплинуло на цей альбом. Зазвичай же все навпаки: ви записуєте диск, а потім вирушаєте на гастролі та надихає новим записом».
Оскільки в травні почалася наступна частина туру, U2 поєднували запис з репетиціями концертів. Обмеження за часом завадило музикантам більше попрацювати над аранжуваннями для нових пісень. Попри швидкий темп сесій, альбом не був завершений до початку відновлення гастролей. Крім того, Фладу і Іно довелося розпочати роботу над іншими проєктами. Едж згадував, як всі говорили гуртові: «Ну, це ж міні-альбом. Ви все зробили добре, але потрібно попрацювати довше, потрібно закінчити деякі пісні». Проте музиканти не хотіли відкладати проєкт у довгий ящик, оскільки вони вважали, що були на «творчому підйомі». До того ж довелося б чекати закінчення турне, півроку, і гурт боявся втратити емоційний зв'язок з матеріалом та теперішній духовний стан.
Музиканти вирішили пожити між кількома містами близько десяти днів, щоб закінчити запис. Мікшування відбувалося вночі, під час вихідних днів. Клейтон назвав цей процес «найбожевільнішою ситуацією, в яку ти можеш себе загнати», а на думку Маллена «це було божевіллям, але це було корисним безумством, на відміну від нетямущого безумства». Пізніше Макгіннесс зазначив, що гурт мало не переоцінив свої сили і міг «зазнати краху». Інженери використовували одночасно три кімнати в Windmill Lane Studios: для мікшування, накладення та редагування. За словами Адамса, «в студії не було жодної людини, хто б сидів без діла, спостерігав або чекав». Флад називав цей період «абсолютним божевіллям». Відмовившись від автоматизованої консолі, інженери дотримувалися варіанту мікшування «вручну», виходячи з минулого досвіду з Лануа. Під час мікшування гурт та інженери сиділи та підбурювали один одного, створюючи, за словами Адамса: «свого роду спортивну атмосферу. Все це викликало в нас нервову енергію та внутрішній тиск… це підстібало та додавало зайвого відчуття важливості результату».
Під час останнього тижня запису гурт вирішив прибрати з альбому традиційні рок-пісні та «гітарні треки», на користь «незв'язного альбому, експериментального попа». Едж був відзначений як продюсер, що стало його дебютом на пластинках U2 — та додатковою відповідальністю, яку він покладав на себе за цей запис. Під час сесій були записані 20 пісень, але в кінцевому рахунку були обрані 10. Однією з пісень, яка не потрапила на диск була «In Cold Blood», вона містила похмурий текст, написаний Боно у відповідь на Боснійську війну і була видана ще до виходу альбому. Іншими «забракованими» піснями були: «Hold Me, Thrill Me, Kiss Me, Kill Me», «If God Will Send His Angels», «If You Wear That Velvet Dress» і «Wake Up Dead Man». Перша вийшла 1995 року, як сингл до саундтреку «Бетмен назавжди», інші три потрапили на наступний студійний альбом гурту, Pop (1997).

## Особливості композицій

### Музика
Альбом містив ще більше «європейської» музичної естетики, ніж на попередній роботі U2. Zooropa став подальшим рухом від рутс-звучання гурту кінця 80-х років. Високотехнологічний Zoo TV Tour справив великий вплив на стилістику альбому; гурт використовував різні передові технології як музичні ресурси. Також на альбомі зріс вплив альтернативного року, електронної танцювальної музики та індастріалу, вони були ще синтезованіші, ніж на минулій роботі U2; гурт активно користувався синтезаторами, додаючи різні звукові ефекти та аудіо лупи. На додаток до Браяна Іно, який відзначився на шести треках, на синтезаторах почав грати ще і Едж. Гітарний стиль останнього ознаменував подальший відхід від свого фірмового звуку, тепер музикант використовував ще більше різних ефектів, а в піснях зменшувався акцент на його гітарних партіях. Наприклад, у композиції «Lemon», названої порталом Allmusic «німецьким диско космічної ери», була гітарна партія з ефектом «гейт» (реверберація з придушенням сигналу загасання). Спотворене звучання пісні «Daddy's Gonna Pay For Your Crashed Car», Боно описав як «індастріал-блюз». Інші композиції звучали більш традиційно: «The First Time» — «спокійна» соул-композиція, написана для Ела Гріна; «Stay (Faraway, So Close)» з'явилася, коли Едж грав послідовності акордів «старої школи», в дусі Френка Сінатри. 
Подібно до того, як монітори під час шоу Zoo TV Tour чергувалися кадрами з телевізійних програм, ряд пісень містили схожі за задумом аудіо-семпли. Так, початок заголовної пісні «Zooropa» містив колаж з нерозбірливих людських голосів (на манер радіо), які вимовляли рекламні гасла на тлі акордів синтезатора з ефектом сустейна. Композиція «Numb» мала яскраво виражений вплив індастріалу, вона містила різні ритмічні шуми, «аркадні звуки», звук перемотування плеєра та семпли ударів по бас-барабану хлопчиком з Гітлер'югенда, останні були взяті з фільму «Тріумф волі» 1935 року. «Daddy's Gonna Pay For Your Crashed Car» починається звуком фанфар з платівки Улюблені пісні Леніна і семплом з пісні музиканта MC 900 Ft. Jesus «The City Sleeps». 
У плані вокалу Боно продовжував розвивати ідею дистанціювання від стилю, характерного для нього в 80-х. Джон Перелес описував його так: «Боно применшує силу своїх легенів протягом всього альбому, на відміну від його пристрасного, що зачаровує вокалу на попередньому диску». Крім того, в піснях «Lemon» і «Numb» Боно співає в оперному фальцеті, який він прозвав «товстухою». На двох композиціях були особливі лід-вокалісти: Едж виконав «Numb» у вигляді байдужого монологу, музикант монотонно вимовляє команди з приставкою «Не»; для пісні «The Wanderer» був запрошений кантрі-співак Джонні Кеш. Пісня не випадково була обрана як заключна, гурт хотів закінчити платівку «музичним жартом». У ній «змучений» голос Кеша звучить на тлі синтезованої басової лінії. Гурт описав цей інструментальний фон як «ультиматум для Holiday Inn з пекла» (мається на увазі «мьюзак», який звучить у цих готелях).

### Лірика
Боно є автором восьми пісень з десяти, Едж написав композицію «Numb», «Dirty Day» вийшла з-під пера їх дуету. Індустріалізація є основною темою альбому, вона була натхненна подіями, пережитими гуртом під час Zoo TV Tour. Джон Перелес припустив, що лірика пісень присвячена тому, як «повідомлення ЗМІ „отруюють“ людські душі»; музичний журналіст Девід Браун написав, що основною темою альбому є «емоційний надлом в епоху технотронік». Критик Роберт Гілберн інтерпретує альбом, як спробу U2 розібратися в питанні «розчарованості сучасної людини».
Композиція «Zooropa» була навіяна неоновими білбордами яскравого футуристичного міста. У вступі пісні фоновий голос запитує: «Чого ти хочеш?». Відповіддю на питання служить лірика в перших трьох куплетах, що складається з різних рекламних слоганів, таких як: «Дизайнерське найкраще», «Будь всім, чим ти можеш бути» і «Перевага високих технологій». Критик Паррі Джеттелман інтерпретував зміст цих рядків як «опис порожнечі сучасного безбожного життя». В другій половині пісні тема морального замішання та невизначеності підкреслюється рядками: «У мене немає компаса/І в мене немає карти». Темою композиції «Babyface» була людина, яка відчуває нав'язливу любов до знаменитості, керуючи її зображенням на ТВ-записі. «Lemon» була натхненна старим відеозаписом з покійною матір'ю Боно в сукні лимонного кольору; вона описує спроби людини зберегти спогади за допомогою технологій. Це знайшло відбиття в рядках: «Людина знімає картинки/Рухомі картинки/Через кінопроєктор він може бачити себе поруч». Текст композиції «Numb» є низкою команд з приставкою «Не» на тлі галасливих звуків. Едж зазначив, що пісня була навіяна однією з тем Zoo TV, «цим відчуттям, що ти був „роздавлений“ всією цією медійною істерією, ти фактично йшов в себе і був не в змозі реагувати на що небудь, оскільки всюди було море зображень та інформації, якими тебе напихали».
Крім лірики з індустріальним «забарвленням», на альбомі є пісні з більш «живими» текстами. «The First Time» була інтерпретована Боно, як історія про блудного сина, але в новій версії син вирішує не повертатися додому. «Dirty Day» була написана про людину, яка йде з родини та повертається через багато років, щоб побачитися зі своїм сином. Багато що в тексті було взято з фраз, які часто використовував батько Боно, наприклад: «Кров не товщі чорнила» та «Наші обійми не востаннє». «Stay (Faraway, So Close)» є історією про жінку, яка отримала побутове насильство і якій нема куди йти окрім як в свій будинок. Портал Allmusic назвав її «однією з найкращих пісень про кохання, що вийшли з-під пера U2». Боно базував текст «The Wanderer» на старозавітній Книзі Екклезіаста і він змоделював героя пісні за образом оповідача книги, «Проповідника». Ця людина поневіряється по постапокаліптичному світу «в пошуках досвіду», він пробує всі аспекти людської культури в надії знайти сенс життя. Боно описав пісню як «протиотруту маніфесту невизначеності на альбомі», він вважає, що композиція пропонує можливе рішення всієї тієї невизначеності, якою переповнена велика частина альбому.

## Назва і обкладинка
Альбом отримав свою назву на честь однойменної європейської частини турне Zoo TV Tour, вона стартувала в травні 1993 року, на стадії завершення запису. Zooropa — це словосполучення двох слів: «зоопарк» (з Zoo TV Tour і «Zoo Station») та «Європа». У процесі створення альбому однією із запропонованих назв було Скрипучий (англ. Squeaky).
Дизайн обкладинки був розроблений фірмою Works Associates of Dublin під керівництвом Стіва Еверілла, який створив більшість обкладинок для U2. На ній зображений скетч зоряного кола з прапора Європи з малюнком «сумного космонавта» у центрі. Цей малюнок, створений Шогном МакГратом, був переробкою графіті Чарлі Віскера «обличчя дитини», яке було зображено на лицьовій стороні Achtung Baby. За задумом малюнок являв собою міську легенду: після розпаду СРСР на орбіті забули радянського космонавта (тому він «сумний»). На задній стороні зображені фотографії у форматі 3x3, за аналогією з фотографіями 4х4 на обкладинці Achtung Baby. Серед них є кадри жіночого обличчя та рота, а також фотографії європейських лідерів: Володимира Леніна, Беніто Муссоліні та Ніколае Чаушеску. Ці зображення були заретушовані спотвореним фіолетовим текстом, який містив рядки незакінчених пісень, в тому числі з «Hold Me, Thrill Me, Kiss Me, Kill Me», «Wake Up Dead Man» і «If You Wear That Velvet Dress», які були дороблені та видані пізніше, в період між 1995 і 1997 роками. Письменник Вісна Коган описав цей текст як: «створює ефект відчиненого завіси».

## Реліз і промо
Zooropa завершував контракт гурту з лейблом Island Records і їх дочірньою компанією PolyGram, яка поширювала платівки U2 на міжнародному ринку. Хоча гурт міг перейти на будь-який інший лейбл, музиканти вирішили залишитися на Island, оскільки за роки співпраці у них склалися дружні відносини з самою фірмою і її засновником Крісом Блеквеллом. Був підписаний новий контракт на шість альбомів. За оцінками Los Angeles Times, він приніс музикантам $ 60 млн., що зробило їх найвищооплачуваним рок-гуртом в історії. Водночас U2 були обізнані про нові технології поширення платівок, які могли кардинально вплинути на доставку та продаж музики в наступні роки. Письменник Білл Фланаган припустив: «Музичні магазини втрачали свою актуальність, оскільки музику можна доставити по телевізійному кабелю, телефонному дроту або за допомогою супутникового сигналу безпосередньо в будинки споживачів». Сумніваючись у майбутньому нових технологій, а також у мінливому ринку телекомунікаційних компаній, U2 провели переговори з Island Records, обговоривши пункт: розрахунок доходів від майбутніх маркетингових систем буде гнучким та визначатися в релевантному часу. Проте, музиканти обмірковували ідею випустити Zooropa не так на звичайних фізичних носіях, а у вигляді інтерактивної аудіо-відео презентації, але через терміни відновлення Zoo TV від цього довелося відмовитися.
Музиканти привезли новий альбом на лейбл PolyGram наприкінці травня, ніж застали їх зненацька, оскільки вони не очікували черговий альбом від гурту так швидко. У випадку з Achtung Baby у лейбла було приблизно шість місяців на те, щоб розробити маркетингову стратегію його видання, але раптове завершення Zooropa вимагало швидшого плану «розкрутки» альбому. Президент PolyGram Рік Доббіс пояснив: «Ми готувалися шість місяців до видання Achtung Baby. Це було схоже на марафон. Але тепер це нагадувало спринт, в подібній манері він і був зроблений. Гурт так хвилювався з цього приводу… їм довелося прискоритися, „стати спринтерами“, щоб завершити альбом до… початку турне. Ми хотіли піднести його слухачам з тим же відчуттям». 

### Комерційний успіх
Zooropa був виданий 5 липня 1993 року, під час відновленого туру Zoo TV. У магазини було відвантажено 1,6 мільйона копій альбому, що робило його доступним для всіх охочих. Старт продажів був більш ніж успішним: диск дебютував на першому рядку чартів багатьох країн: США, Великої Британії, Канади, Австралії, Нової Зеландії, Франції, Німеччини, Австрії, Швеції та Швейцарії. Крім того, він піднявся до першого рядка хіт-парадів: Нідерландів, Італії, Японії, Норвегії, Данії, Ірландії та Ісландії. У США альбом провів два тижні на вершині Billboard 200 і залишався в Топ 10 ще сім тижнів. Протягом першого тижня продажів в США було розкуплено 377 000 дисків, це найкращий американський дебют гурт на той момент. Альбом досяг Топ 10 в чартах 26-ти країн. Попри лідируючі позиції, альбом поступався Achtung Baby по тривалості перебування в чартах. Так, Zooropa провів 40 тижнів в Billboard 200 проти 120 у Achtung Baby. Схожим чином альбом здав позиції у Великій Британії, пробувши 31 тиждень в чарті, що на 56 тижнів менше, ніж у його попередника.

### Сингли
Під час «розкрутки» нового альбому Island/PolyGram приділяли менше уваги синглам, сфокусувавшись на альбомі в цілому. У підсумку вийшло лише три сингли, порівняно з п'ятьма з Achtung Baby. Перший сингл «Numb», був виданий у червні 1993 року суто на VHS як «відео-сингл». Кліп був знятий Кевіном Годлі. Пісня досягла 7 рядка в чарті Австралії та 9 в Канаді, а також 2 рядка в американському Billboard Modern Rock Tracks. Однак «Numb» не потрапив до профільних чарт синглів Великої Британії або США.
На підтримку альбому були видані ще два сингли. У вересні 1993 року був виданий «Lemon» обмеженим тиражем на території Північної Америці, Австралії та Японії. Він досяг 6 рядку в чарті Австралії і 3 в  Modern Rock Tracks. В листопаді 1993 року був виданий третій сингл, «Stay (Faraway, So Close)». Він став найуспішнішим синглом альбому, очоливши хіт-парад Ірландії, досягши 5 в Австралії, 6 в Новій Зеландії, 4 у Великій Ббританії і 61 в США, ставши єдиним синглом альбому, який потрапив в головні чарти Британії та США. Крім того, композиція «Zooropa» вийшла як промо-сингл у Мексиці та Сполучених Штатах. До кінця 1993 року на території США було продано понад 1,8 мільйона копій альбому.

## Відгуки критиків
В цілому альбом отримав позитивні відгуки від критиків. Ентоні Декьортіс з Rolling Stone написав у своїй статті, що альбом був «сміливою, метафоричною кодою для Achtung Baby» і що «він різноманітний та нарочито-експериментальний, але його настрій легковажної анархії, наповненою ледь стримуваним страхом, виглядає переконливіше, ніж єднальна тема альбому». Журнал Spin опублікував позитивний огляд, зазначивши, що запис «звучить так, ніби гурт скинув свою шкіру, намагаючись приміряти „кафтан“ не свого розміру». Видання зазначило, що у альбому є «атмосфера цілісності», похваливши «почуття ліктя» окремих учасників гурту. У висновку, був зроблений висновок: «альбом вказує, що U2 можуть бути гідні будь-яких абсурдних мутацій, які стануть на їх шляху в 90-х». Джон Перелес з The New York Times похвалив гурт, зазначивши, що U2 перетворився і став «хрипким, грайливим та готовим позбутися старих звичок». Перелес насолоджувався електронними ефектами, які зробили «звук прямолінійного гурту з чотирьох осіб… невловимим», він зазначив, що «нові пісні створені не для стадіонів… але для нічних радіо-шоу та приватного прослуховування в навушниках». Orlando Sentinel поставив платівці три зірки з п'яти, коментуючи: «Хоча, здебільшого, гурт спирався на електронний саунд сучасної танцювальної музики, ритмічні треки не викликають сильного бажання потанцювати». В огляді зазначалося, що продюсування Браяна Іно та електронне підґрунтя зробили альбом цікавим, але вердикт був невтішний: «пересічні прилипливі мелодії» і «тексти не западають в пам'ять».
Девід Браун з Entertainment Weekly назвав альбом «хвилюючим зі спонтанним звучанням». Браун зазначив, що він звучить «неохайно» та «незв'язно», але уточнив, «що відчуття незв'язності є пунктом в контексті індустріальної теми альбому». Він прийшов до висновку: «Для альбому, який таким не замислювався є повноцінним». Роберт Гілберн з Los Angeles Times поставив диску максимальну оцінку в чотири зірки. У двох окремих статтях він написав, що «альбом максимально передав тривожний, навіть параноїдальний тон Zoo TV Tour» і звучить як «сувенір» з Zoo TV. Пол Дю Ноєр з журналу Q поставив альбому чотири бали з п'яти, зазначивши: «Протягом усього альбому мене не покидало відчуття безінціативності U2». Він описав його «абстрагованим [від попередніх робіт U2], незв'язним, записаним в поспіху і не доведеним „до розуму“». Для Дю Ноєра U2 звучали «жахливо скуто як музиканти і в міру винахідливо як композитори, так що результат виправдала лише експериментальна складова».
Огляд від The New Zealand Herald був критичніший, зазначалося, що альбом задумувався як міні-альбом і «просто став довшим, але не обов'язково кращим». Публіцист назвав його «більше викликаючим здивування, ніж зацікавленість» та зазначив, що U2 «звучить як один з колосів рока, у якого величезна, дивна криза середнього віку». Джим Дерогетіс з Chicago Sun-Times поставив платівці три з половиною бали, назвавши її «суперечливою та непослідовною», але визнаючи: «вона інтригує та дивує — почути гурт статусу U2 настільки грайливим, експериментальним та відверто дивним дорогого коштує». Роберт Крістгау оцінив диск рейтингом «B-», назвавши його «на ½ альбомом Браяна Іно» в тій же манері, якими були альбоми Low і «Heroes» берлінської трилогії Девіда Боуї, «з тією лише різницею, що матеріалам Боно і Іно бракує свіжості, притаманною альбомами 1977, тандему Іно і Боуї». Велика частина ірландської преси прийняла альбом вороже; Джордж Бірн з місцевої Irish Independent писав: «пісні звучать так, ніби вони були зліплені в найкоротші терміни, приблизно стільки ж уваги приділено ліриці, яка переходить у ді-джейський таймчек». В ретроспективному огляді порталу Allmusic, Стівен Томас Ерльюін заявив, що «велика частина альбому набагато зухваліша, ніж Achtung Baby». Хоча, в деяких місцях він «мутнуватий та нескладний… найкращі моменти альбому можна поставити в один ряд з самою надихає та шанованою музикою U2».

## Список композицій
Автор слів Боно, окрім зазначених інакше, автор музики U2. 
| #     | Назва                                    | Змікшовано        | Тривалість |
| ----- | ---------------------------------------- | ----------------- | ---------- |
| 1.    | «Zooropa»                                | Флад              | 6:31       |
| 2.    | «Babyface»                               | Флад              | 4:01       |
| 3.    | «Numb» (Едж)                             | Роббі Адамс       | 4:20       |
| 4.    | «Lemon»                                  | Флад              | 6:58       |
| 5.    | «Stay (Faraway, So Close!)»              | Флад              | 4:58       |
| 6.    | «Daddy's Gonna Pay for Your Crashed Car» | Флад              | 5:20       |
| 7.    | «Some Days Are Better Than Others»       | Роббі Адамс       | 4:17       |
| 8.    | «The First Time»                         | Флад              | 3:45       |
| 9.    | «Dirty Day» (Боно і Едж)                 | Роббі Адамс       | 5:24       |
| 10.   | «The Wanderer»                           | Флад, Роббі Адамс | 5:41       |
| 51:15 |                                          |                   |            |

## Учасники запису
| U2 - Боно — вокал, гітара; - Адам Клейтон — бас-гітара; - Едж — гітара, фортепіано, синтезатори, вокал; - Ларрі Маллен-мол. — ударні, бек-вокал. Додаткові музиканти - Брайан Іно — синтезатори, фортепіано аркадні звуки, бек-вокал, лупи, струнні, фісгармонія - Дес Бродбері — лупи (2, 6, 7) - Флад — лупи (6, 10) - Джонні Кеш — вокал на «The Wanderer» | Технічний персонал - Продюсування — Флад, Брайан Іно, Едж - Мікшування — Флад, Роббі Адамс - Звукоінженери — Флад, Роббі Адамс - Асистенти інженера мікшування — Віллі Меніон, Роб Кірван, Мері Макшейн - Цифрове редагування — Стюарт Вайтмор - Мастеринг — Ерні Екостом |

## Позиції в чартах і сертифікації
| Чарт (1993)              | Найвища позиція |
| ------------------------ | --------------- |
| Австралія                | 1               |
| Австрія                  | 1               |
| Бельгія                  | 1               |
| Canadian Albums Chart    | 1               |
| Dutch Albums Chart       | 1               |
| European Albums Chart    | 1               |
| Italian Albums Chart     | 1               |
| French Albums Chart      | 1               |
| German Album Top 100     | 1               |
| New Zealand Albums Chart | 1               |
| Spanish Albums Chart     | 1               |
| Swedish Albums Top 60    | 1               |
| UK Albums Chart          | 1               |
| Billboard 200            | 1               |

| Країна                | Сертифікація |
| --------------------- | ------------ |
| Австралія (ARIA)      | 3×Платиновий |
| Австрія (IFPI)        | Золотий      |
| Аргентина (CAPIF)     | Платиновий   |
| Бразилія (ABPD)       | Золотий      |
| Велика Британія (BPI) | Платиновий   |
| Іспанія (AFYVE)       | Платиновий   |
| Канада (CRIA)         | Платиновий   |
| Німеччина (BVMI)      | Платиновий   |
| Нова Зеландія (RMNZ)  | Платиновий   |
| США (RIAA)            | Платиновий   |
| Франція (SNEP)        | Платиновий   |
| Швеція (GLF)          | Золотий      |